# Sordaria sparganiicola
Sordaria sparganiicola är en svampart. Sordaria sparganiicola ingår i släktet Sordaria och familjen Sordariaceae.

## Underarter
Arten delas in i följande underarter:
- velata
- sparganiicola